# Zona Especial de Conservação do Morro de Castelo Branco (Faial)

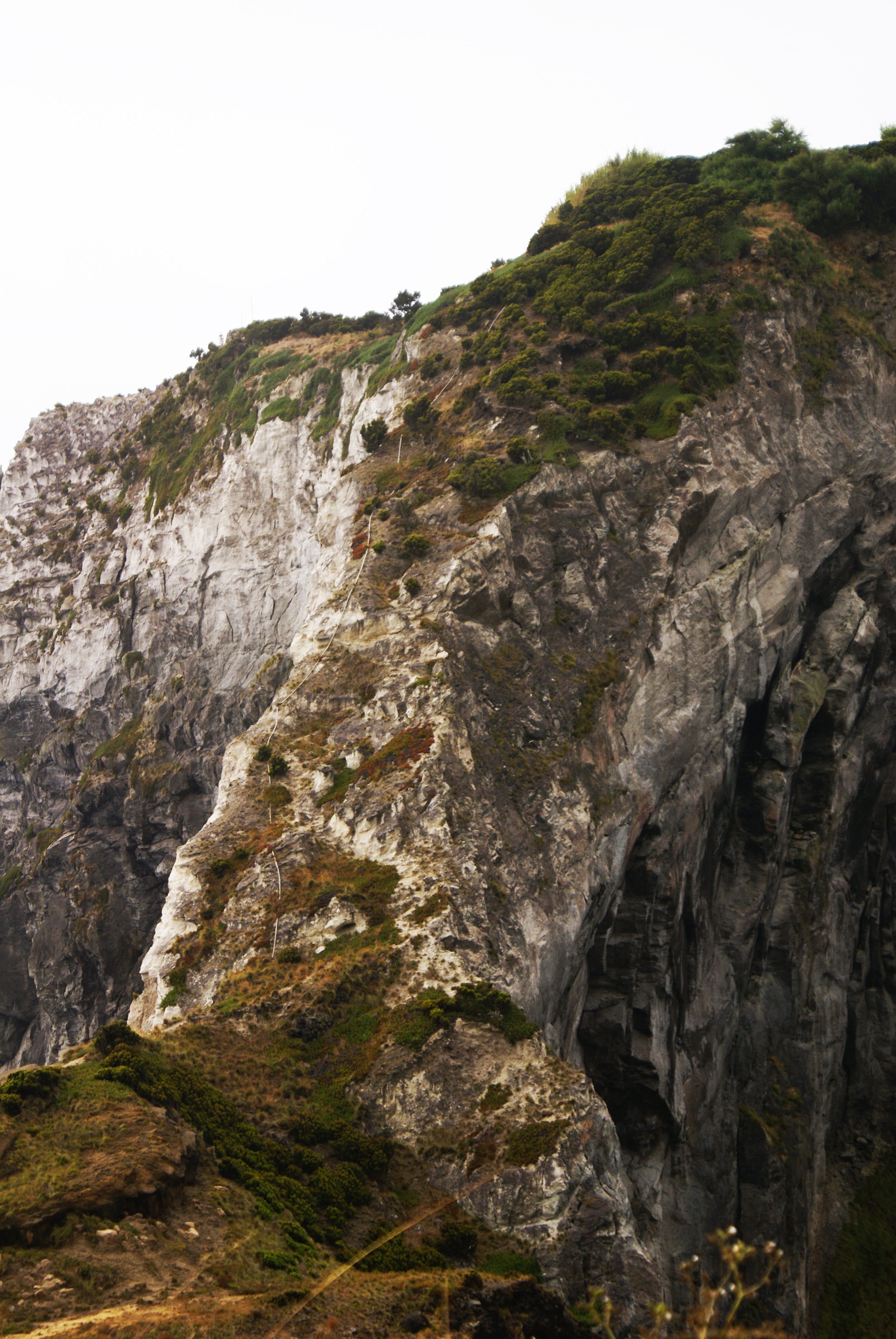
Morro de Castelo Branco, acesso.

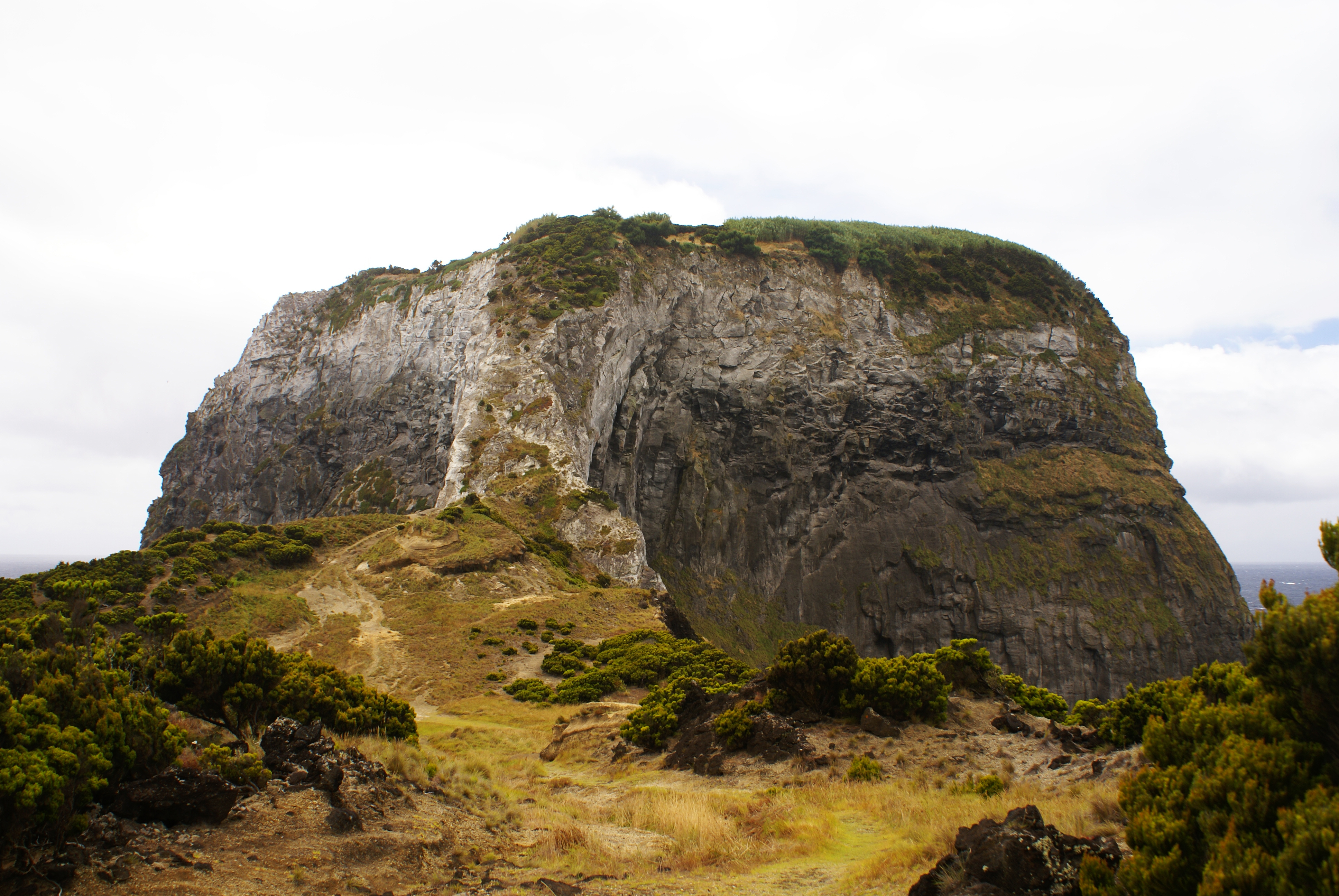
Morro de Castelo Branco, aspectos.

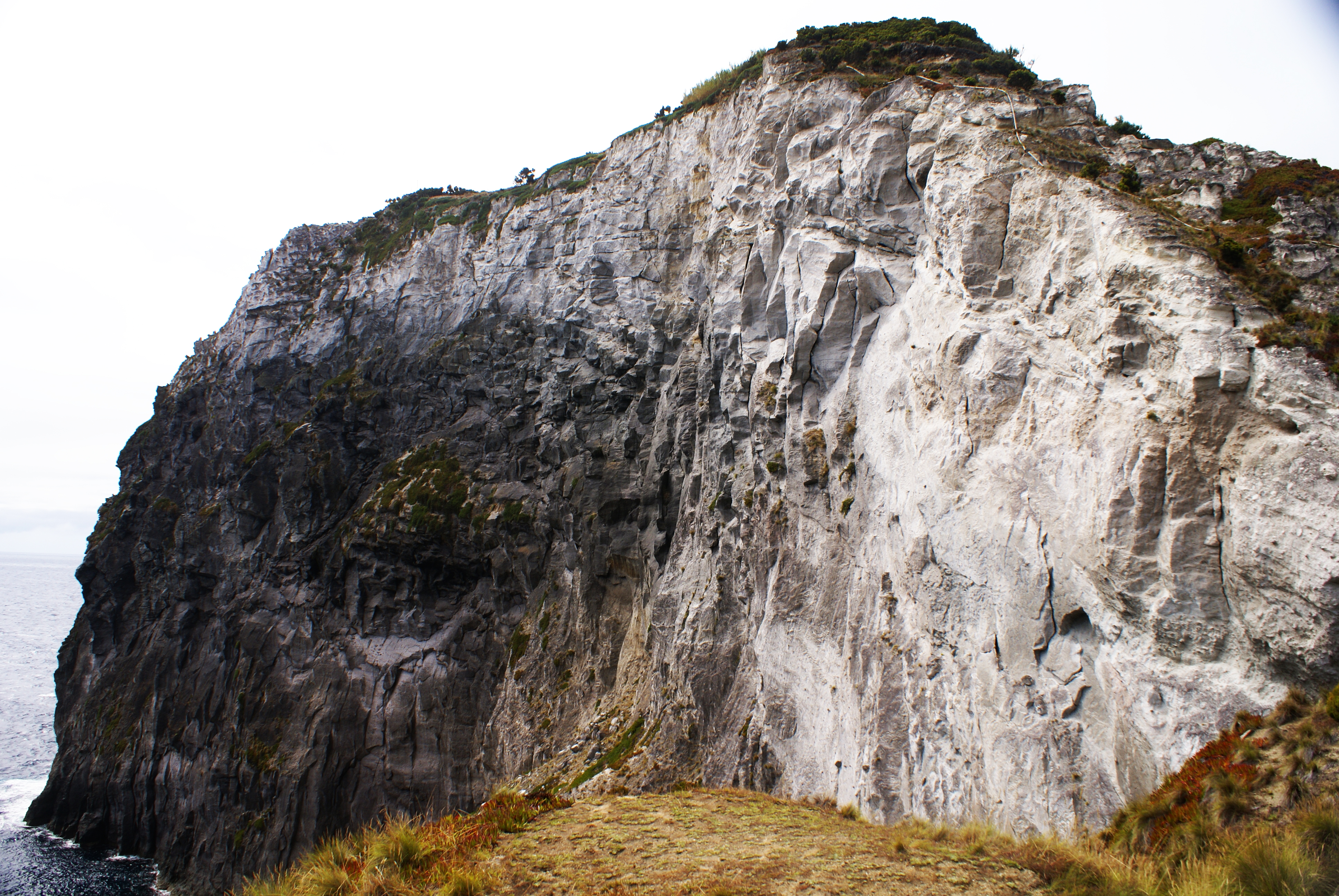
Morro de Castelo Branco, aspectos.

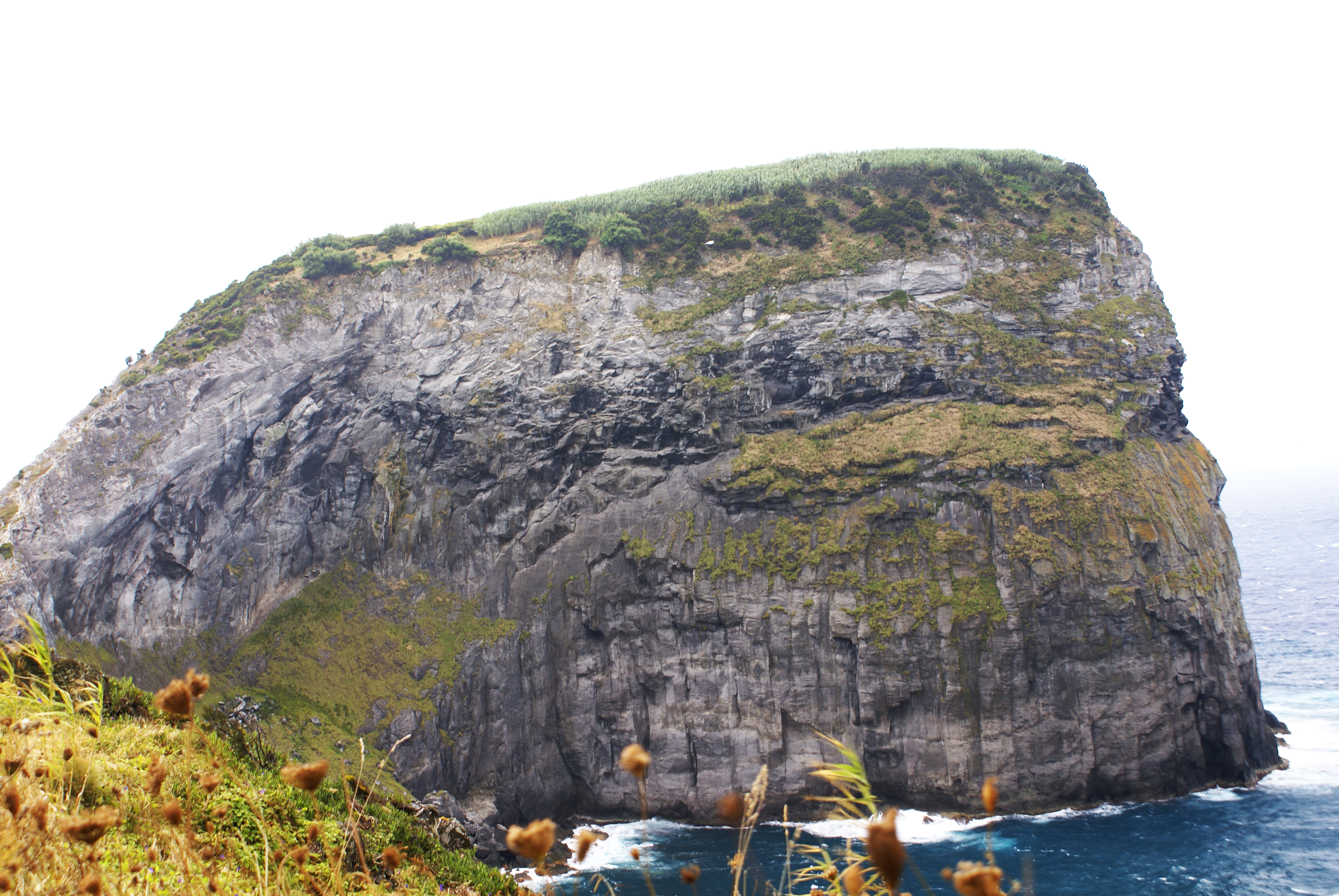
Morro de Castelo Branco, pormenor.

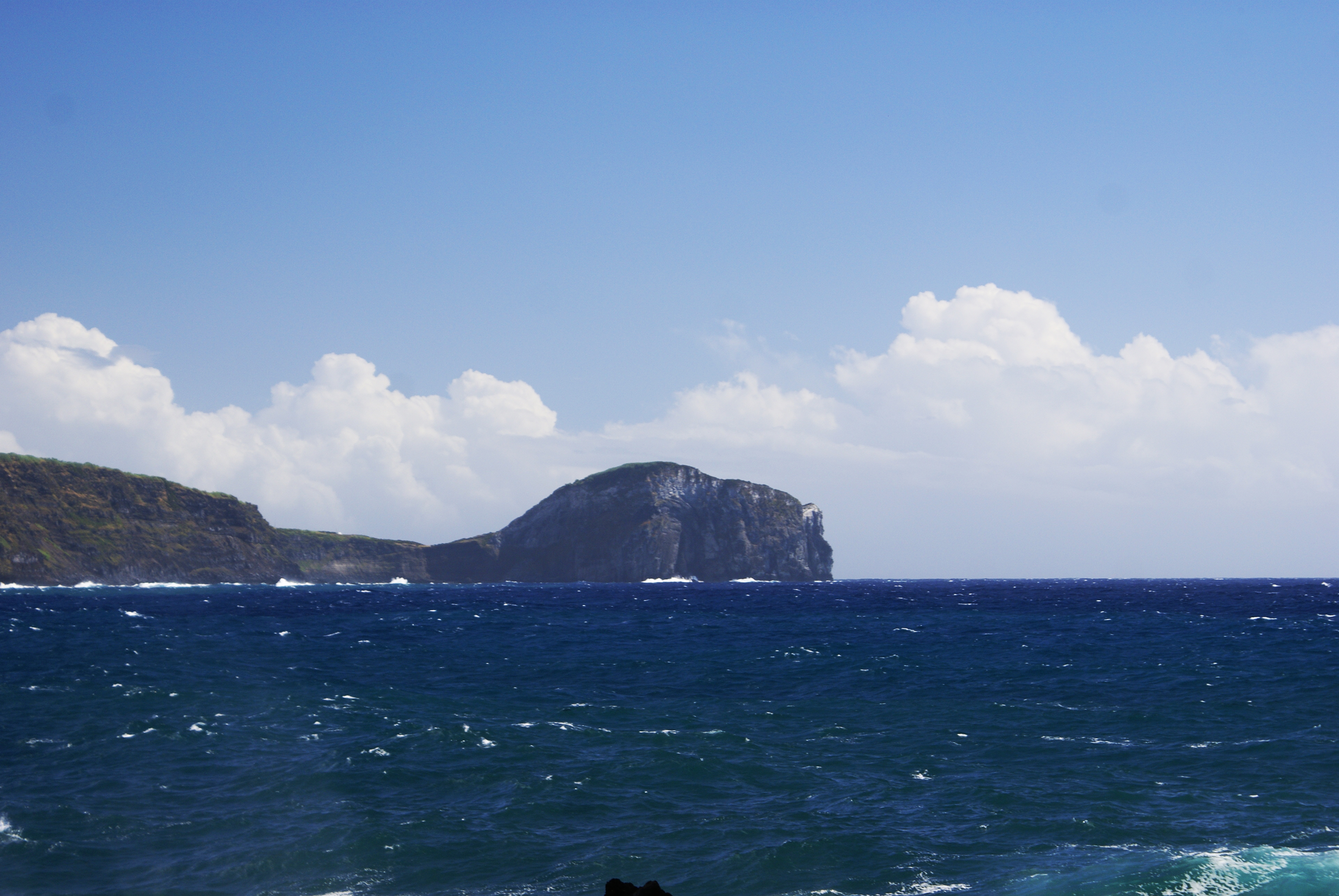
Monte de Castelo Branco, visto do Varadouro.

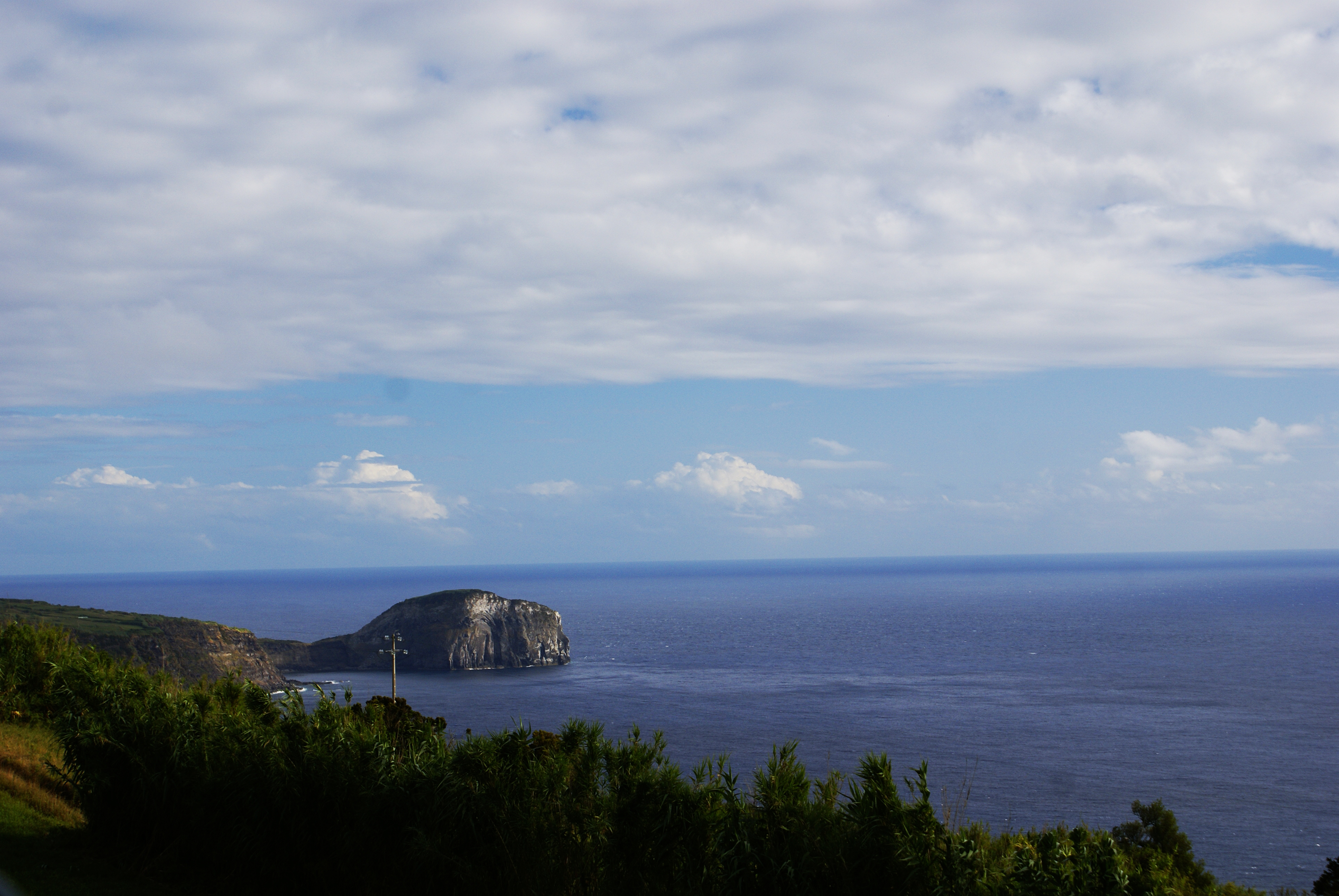
Morro de Castelo Branco, Castelo Branco.

A Reserva Natural do Morro de Castelo Branco é uma formação vulcânica e área de protecção da natureza, classificada como zona especial de conservação, inscrito na Rede Natura 2000, localizada na freguesia de Castelo Branco, concelho da Horta, ilha do Faial, arquipélago dos Açores e é um dos dois exemplos deste tipo de estruturas vulcânicas existentes na ilha do Faial, tratando-se o outro da Rocha do Altar, situado no interior da Caldeira do Faial.
Esta reserva é constituída pela formação geológica denominada Morro de Castelo Branco que geologicamente falando é o resto desmantelado de um edifício vulcânico de forma aproximadamente cilíndrica e pela orla costeira adjacente. Este Morro de Castelo Branco é resultante de uma erupção vulcânica costeira que ocorreu aproximadamente há cerca de 30 mil anos e localiza-se nas coordenadas de Longitude 28º45' W e Latitude 38º31' N, tendo uma área total de 138 ha.
O material vulcânico expelido, devido à sua viscosidade, e características, essencialmente espuma vulcânica, à mistura com lava, piroclastos e traquite, não conseguiu escorrer livremente até à superfície, pelo que se foi solidificando, dando origem ao cone vulcânico cujos restos se podem ver atualmente.
Ao longo dos milénios esta formação continuamente sujeita à acção erosiva do mar foi sofrendo metamorfoses ao ponto de actualmente (2011) a sua ligação com a ilha se limitar a uma estreita península com tendência para acabar por desaparecer transformando esta formação geológica num ilhéu.
Este local pelas suas características e isolamento é um local muito procurado pelas aves marinhas que aqui vem nidificar. Entre elas encontra-se o cagarro (Calonectris diomedea) que entre os meses de Março e Outubro procuram para estas paragens.
Esta área de protecção natural estende-se desde o nível do mar, com a altitude mínima de 0 m e máxima de 149 m. surgindo diferentes estratos geológicos ao longo de toda à área, mais especificamente material traquítico, falésias verticais com fendas que formam pequenas grutas, calhau rolado e blocos rochosos. 
Esta formação, segundo os historiadores está na origem do nome da freguesia de Castelo Branco, pois a sua forma altaneira, que faz lembrar a de um castelo medieval, a cor branca das suas paredes laterais, estarão na origem do nome “Castelo Branco”.

## Espaços protegidos na Ilha do Faial
- Paisagem Protegida do Monte da Guia
- Parque Natural Regional do Canal e Monte da Guia
- Reserva Natural da Caldeira do Faial
- Reserva Florestal do Cabouco Velho
- Reserva Florestal do Capelo
- Reserva Florestal de Recreio da Falca
- Reserva Florestal Parcial do Cabeço do Fogo
- Reserva Florestal Parcial do Vulcão dos Capelinhos
- Zona de Protecção Especial para a Avifauna do Vulcão dos Capelinhos
- Zona de Protecção Especial para a Avifauna da Caldeira do Faial